# Nix (rapper)
Nix, geboren als Nicolas Omar Diop (Dakar, 19 september 1978), is een Senegalees rapper.

## Biografie
Hij groeide op in de Senegalese hoofdstad Dakar. In 2003 bracht hij zijn solodebuut uit met het muziekalbum Black Crystal. Hiermee kreeg hij toegang tot het Franstalige deel van West-Afrika. In de loop van zijn carrière kwam hij met zeven muzikale projecten. Hij werd in Senegal veertien keer genomineerd en zeven keer bekroond met een prijs. Hij werkte samen met artiesten als Disiz, Oxmo Puccino, Wyclef, Jerry Wonder en Daara J Family.
Nadat hij zowat zijn hele carrière in het Frans rapte, keerde hij terug naar zijn roots en bracht hij de in taal Wolof de albums "Excuse My Wolof" (2016) en "EMW II - The Ñuulest" (2018) uit.
In december 2020 bracht hij zij toto nu toe laatste project uit, de EP 'VIRGO' (Deedo Records/Def Jam Africa).

## Discografie
- 2003: Black Crystal, album
- 2003: Black Crystal Summer Edition, album
- 2010: Rimes de Vie, album
- 2012: Tha Nixtape Vol.1 #RoadTrip, mixtape
- 2016: Excuse My Wolof, ep
- 2016: L'Art de Vivre, album
- 2018: EMW II - The Ñuulest, album
- 2020: VIRGO, ep

## Onderscheidingen
De volgende onderscheiden kreeg hij uitgereikt in eigen land:
- 2003: Beste soloalbum, - Black Crystal Summer Edition - Hip Hop Awards
- 2004: Beste videoclip, - Rap Rek - Hip Hop Awards
- 2010: Beste videoclip, Zik Des Gentlemen - Hip Hop Awards
- 2017: Beste tekstschrijver, L'Art de Vivre - Galsen Hip Hop Awards
- 2018: Beste videoclip, Highlander - Galsen Hip Hop Awards
- 2018: All Time Great, voor de gehele carrière - Galsen Hip Hop Awards
- 2019: Beste videoclip, The Ñuulest - Galsen Hip Hop Awards